# Ministerstwo Odbudowy
Ministerstwo Odbudowy – ministerstwo funkcjonujące w Polsce w latach 1945–1949, powołane w celu kierowania i zarządzania sprawami budownictwa i odbudowy kraju ze zniszczeń wojennych (z wyłączeniem budownictwa specjalnego realizowanego przez inne resorty), planowego zagospodarowania przestrzennego kraju, a od 1947 r. również miernictwa i pomiarów kraju. Po zlikwidowaniu Ministerstwa Odbudowy większość jego zadań przejęło nowo utworzone Ministerstwo Budownictwa.

## Utworzenie ministerstwa
W pierwszych miesiącach funkcjonowania powojennej administracji państwowej, organizowanej od lipca 1944 r., za sprawy związane z budownictwem odpowiadały jednostki organizacyjne w dwóch resortach Polskiego Komitetu Wyzwolenia Narodowego. Jedną z nich był Wydział / Departament Techniczno-Budowlany Resortu Administracji Publicznej (od 31 grudnia 1944 r. Ministerstwa Administracji Publicznej w ramach Rządu Tymczasowego). Druga jednostka to utworzony we wrześniu 1944 r. Dział Odbudowy Resortu Gospodarki Narodowej i Finansów z Józefem Sigalinem na czele. W listopadzie 1944 r. został on przekształcony w Biuro Planowania i Odbudowy przy Prezydium PKWN (od 31 grudnia 1944 r. przy Prezydium Rady Ministrów), zmiana ta oznaczała faktyczne podniesienie nowego biura do rangi samodzielnego resortu ze względu na udział jego dyrektora Michała Kaczorowskiego w posiedzeniach PKWN.
Podstawą do rozpoczęcia organizowania Ministerstwa Odbudowy na bazie dotychczasowych struktur stała się decyzja Prezydium Krajowej Rady Narodowej, którą podjęto w tej sprawie na posiedzeniu z 7 kwietnia 1945 r.. Tego samego dnia szef Biura Planowania i Odbudowy został mianowany kierownikiem nowo tworzonego resortu. Formalnym aktem prawnym powołującym urząd Ministra Odbudowy oraz obsługujące go Ministerstwo Odbudowy stał się dekret z 24 maja 1945 r., wchodzący w życie 11 czerwca 1945 r..

## Zakres działania urzędu
Zgodnie z przepisami dekretu z 24 maja 1945 r. do zakresu działania urzędu należały następujące sprawy:
- odbudowa, rozbudowa i budowa osiedli miejskich i wiejskich,
- odbudowa, budowa i przebudowa gmachów państwowych oraz ogólny zarząd gmachami i placami państwowymi (z wyjątkiem wojskowych),
- polityka budowlana,
- polityka terenowa osiedleńcza i mieszkaniowa,
- państwowe zakłady wodociągowe i kanalizacyjne,
- grobownictwo wojenne,
- nadzór budowlany,
- nadzór techniczno-budowlany nad zakładami i urządzeniami użyteczności publicznej,
- projektowanie budynków typowych i normalizacja materiałów oraz części składowych budynków,
- organizacja produkcji materiałów budowlanych i elementów budowlanych o znaczeniu miejscowym,
- nadzór nad przedsiębiorstwami budowlanymi i ich organizacjami oraz rzemiosłem budowlanym,
- nadzór nad wykonywaniem zawodu kierownika robót budowlanych.

W związku z dekretem z 26 października 1945 r. o własności i użytkowaniu gruntów na obszarze m. st. Warszawy (tzw. dekretem Bieruta) do zadań Ministra Odbudowy należało ustalanie, w porozumieniu z Ministrem Administracji Publicznej, terminów i trybu obejmowania w posiadanie przez warszawską gminę nieruchomości gruntowych położonych w granicach stolicy.
Wraz z innymi członkami rządu Minister Odbudowy brał również udział w procesie nacjonalizacji przedsiębiorstw poprzez wydawanie, na mocy ustawy z 3 stycznia 1946 r. o przejęciu na własność państwa podstawowych gałęzi gospodarki narodowej, orzeczeń i zarządzeń o przejęciu przedsiębiorstw przez państwo lub polskie osoby prawne, przepisy te dotyczyły przede wszystkim zakładów stanowiących własność niemiecką.
Poza zakresem działania Ministra Odbudowy znajdowały się sprawy budownictwa wojskowego (co określono w dekrecie z 24 maja 1945 r.), a także sprawy budownictwa w dziedzinach komunikacji, żeglugi i przemysłu, które należały do właściwości szefów odpowiednich resortów. Na gruncie ustawowym formalnego zdefiniowania budownictwa specjalnego dokonano dopiero w 1949 r..

## Jednostki podległe ministrowi
Poza objęciem zadań o charakterze techniczno-budowlanym na mocy dekretu z 24 maja 1945 r. Minister Odbudowy stał się również władzą naczelną w zakresie planowego zagospodarowania przestrzennego kraju. Właściwym w tych sprawach urzędem centralnym podległym ministrowi został nowo utworzony Główny Urząd Planowania Przestrzennego. Tym samym dekretem powołano ponadto Instytut Badawczy Budownictwa jako państwową instytucję naukowo-badawczą nadzorowaną przez ministra.
Drugim aktem prawnym wydanym 24 maja 1945 r. w sprawach związanych z budownictwem był dekret o odbudowie m. st. Warszawy, na podstawie którego Minister Odbudowy współuczestniczył w nadzorze nad Biurem Odbudowy Stolicy poprzez wpływ na obsadę personalną jego kierownika, a także na kształtowanie struktury organizacyjnej biura. Uchylenie przepisów dekretu nastąpiło po wejściu w życie ustawy z 3 lipca 1947 r., od tego czasu Biuro Odbudowy Stolicy stało się jednostką bezpośrednio podległą ministrowi. W połowie 1946 r. zadania biura w zakresie prowadzenia robót budowlanych zaczęła przejmować Warszawska Dyrekcja Odbudowy.
Od 15 kwietnia 1947 r. koordynację wszelkich prac związanych z odbudową stolicy prowadził Komisarz Odbudowy m. st. Warszawy w Ministerstwie Odbudowy. Ponadto zgodnie z uchwałą Rady Ministrów z 17 października 1947 r. o wewnętrznej organizacji i trybie postępowania Naczelnej Rady Odbudowy m. st. Warszawy Minister Odbudowy stał się z urzędu Zastępcą Przewodniczącego Rady i Prezydium Rady, natomiast Komisarz Odbudowy m. st. Warszawy Zastępcą Przewodniczącego Komitetu Wykonawczego Rady.
Obok Warszawskiej Dyrekcji Odbudowy tego typu podległe ministrowi struktury funkcjonowały także na ziemiach zachodnich. W 1946 r. podstawy prawne działalności otrzymały: Gdańska Dyrekcja Odbudowy, Poznańska Dyrekcja Odbudowy, Wrocławska Dyrekcja Odbudowy oraz Szczecińska Dyrekcja Odbudowy. Podstawowymi jednostkami terenowymi ministerstwa były wydziały odbudowy tworzone w urzędach wojewódzkich, z kolei za sprawy budownictwa wiejskiego odpowiadał w resorcie Naczelny Komisarz Odbudowy Wsi.
Od 1945 r. przy ministerstwie działała Komisja Normalizacyjna Budownictwa, która po zorganizowaniu Polskiego Komitetu Normalizacyjnego formalnie miała stać się jego sekcją, pozostając jednak w strukturach dotychczasowego resortu. Uregulowanie spraw normalizacji nastąpiło po wejściu w życie ustawy z 3 lipca 1947 r. potwierdzającej uprawnienia Ministra Odbudowy w zakresie ustanawiania norm i standardów budowlanych (samodzielnie lub w porozumieniu z innymi ministrami).
Do poszerzenia kompetencji resortu doszło po wydaniu dekretu z 27 marca 1947 r. o zmianach w organizacji i zakresie działania naczelnych władz administracyjnych. Na mocy jego postanowień Minister Odbudowy przejął sprawy należące dotychczas do Prezesa Rady Ministrów, wynikające z dekretu z 30 marca 1945 r. o pomiarach kraju i organizacji miernictwa. W ten sposób pod bezpośrednim nadzorem ministra znalazł się Główny Urząd Pomiarów Kraju. Rok później dekretem z 26 kwietnia 1948 r. utworzona została kolejna jednostka podległa ministrowi, był nią Zakład Osiedli Robotniczych, który prowadził działalność w zakresie budownictwa pracowniczego.

## Struktura ministerstwa
Struktura resortu ustalona została zarządzeniem ministra z 21 stycznia 1946 r. o reorganizacji Centrali Ministerstwa Odbudowy. Po zmianach, wprowadzonych kolejnymi zarządzeniami, przedstawiała się ona następująco:
- Gabinet Ministra
- Departament I Ogólny
- Departament II Polityki Budowlanej
- Departament III Budownictwa
- Departament IV Przemysłu Budowlanego (w marcu 1948 r. włączony do Departamentu III Budownictwa)[30]
- Departament V Administracji Budowlanej
- Departament VI Kadr (utworzony w listopadzie 1947 r.)[31]
- Departament VII Finansowy (utworzony w listopadzie 1947 r. po przekształceniu Biura Finansowego)[31]
- Biuro Zakładów i Urządzeń Użyteczności Publicznej
- Biuro Inspekcji i Kontroli (utworzone w kwietniu 1948 r.)[32]

Po ukazaniu się dekretu z 3 stycznia 1947 r. o tworzeniu przedsiębiorstw państwowych Minister Odbudowy (w porozumieniu z Ministrem Skarbu i Prezesem Centralnego Urzędu Planowania) wydał przepisy, na mocy których z administracji ministerstwa wydzielone zostały następujące przedsiębiorstwa prowadzone według zasad gospodarki handlowej i pozostające pod jego nadzorem:
- Centralny Zarząd Państwowych Przedsiębiorstw Budowlanych (działający wcześniej na podstawie przepisów z września 1946 r., pierwotnie jako Centralny Zarząd Zrzeszeń Przedsiębiorstw Budowlanych)[34][35]
- Centralny Zarząd Wytwórni Materiałów Budowlanych (utworzony po przejęciu zadań Komisarza dla Spraw Przemysłu Budowlanego działającego przy ministrze na podstawie przepisów z marca 1946 r.)[36][37]
- Centrala Sprzętu Państwowych Przedsiębiorstw Budowlanych (utworzona po przejęciu zadań Komisarza do Spraw Sprzętu Budowlanego działającego przy ministrze na podstawie przepisów z marca 1946 r.)[38][39]
- Centralne Biuro Projektów Architektonicznych i Budowlanych[40]
- Państwowe Przedsiębiorstwo Miernicze[41]

## Przekształcenie urzędu
Ministerstwo Odbudowy funkcjonowało do momentu wejścia w życie ustawy z 27 kwietnia 1949 r. oraz wykonującego jej dyspozycje rozporządzenia Rady Ministrów z 12 maja 1949 r. Na mocy tych przepisów większość zadań Ministra Odbudowy przeszła do zakresu działania utworzonego w jego miejsce urzędu Ministra Budownictwa, ponadto część z nich przekazano Ministrowi Administracji Publicznej (a także innym ministrom). Likwidacji uległ również Główny Urząd Planowania Przestrzennego, jego kompetencje (z wyjątkiem części spraw powierzonych Ministrowi Budownictwa) przejęła utworzona w tym czasie Państwowa Komisja Planowania Gospodarczego.

## Kierownictwo ministerstwa
Dyrektor Biura Planowania i Odbudowy przy Prezydium PKWN / Prezydium Rady Ministrów:
- Michał Kaczorowski (PPS) (30 października 1944 r. – 7 kwietnia 1945 r.)

Ministrowie Odbudowy:
- Michał Kaczorowski (PPS) (kierownik) (7 kwietnia 1945 r. – 24 maja 1945 r.)
- Michał Kaczorowski (PPS / PZPR) (24 maja 1945 r. – 1 kwietnia 1949 r.)
- Marian Spychalski (PZPR) (1 kwietnia 1949 r. – 10 maja 1949 r.)

Podsekretarze stanu w Ministerstwie Odbudowy:
- Juliusz Żakowski (PPS / PZPR) (1 października 1945 r. – 16 maja 1949 r.)
- Stefan Pietrusiewicz (PPR / PZPR) (2 listopada 1945 r. – 16 maja 1949 r.)
- Roman Piotrowski (PPR / PZPR) (1 maja 1948 r. – 16 maja 1949 r.)